# Jan Rozdrażewski (zm. 1527/1528)
Jan Rozdrażewski herbu Doliwa (zm. 1527 lub przed 1 marca 1528) – kasztelan kamieński i (potem) międzyrzecki.

## Życiorys
Był synem Jana Rozdrażewskiego, tenutariusza Bolesławca k. Wielunia, i Elżbiety.
W dokumentach zachowała się informacja o nabyciu przez Jana (młodszego) – wówczas żonatego z Jadwigą – w 1486 od własnego ojca 1/3 jego majątku w Nowym Mieście nad Wartą; jest to pierwsza wzmianka, w której pojawia się Jan – junior. Kolejna wzmianka wskazuje na jego udział w wyprawie króla na Mołdawię w 1497 i dotyczy udzielonego mu przez króla prawa do przejmowania pozostających po wyprawie bez własności ziem koło Nowego Miasta (wymieniane są wsie Boguszyn, Chromiec, Klęka, Komorze).
Poseł na sejm piotrkowski 1524/1525 roku i sejm piotrkowski 1525/1526 roku z województwa poznańskiego i kaliskiego.
Na początku XVI wieku, przed 1504, ożenił się z Małgorzatą primo voto Leszczyńską. Kasztelanię w Kamieniu otrzymał w 1518 lub w I połowie roku 1519. Od 1527 w służbie u węgierskiego króla Jana Zapolyi, z którego upoważnienia posłował do Krakowa latem 1527, zabiegając o wsparcie dla Zapolyi przeciw Habsburgom. Podczas tego poselstwa 15 sierpnia otrzymał od króla, po Stanisławie Tomickim, kasztelanię w Międzyrzeczu.
Nieco później Rozdrażewski pojechał na Węgry i tam zmarł nagle, jeszcze w 1527 lub przed 1 marca 1528.
Z Małgorzatą ze Śmigielskich, która zmarła po roku 1527, Jan Rozdrażewski miał synów: Hieronima, Stanisława i Wacława. Dobra Jana Rozdrażewskiego obejmowały w chwili podziału majątku przez synów w 1533 m.in. miejscowości: Rozdrażew, Trzemeszno, Benice, Siekowo i Siekówko oraz połowę Popowa. Natomiast dobra dziedziczone przez synów po matce – to m.in. część miasta Śmigla (pozostałą część oddali w 1528 Rafałowi „Marszałkowicowi” Leszczyńskiemu, ich przyrodniemu bratu) i część Gowarczowa.